# أنا على قيد الحياة (كتاب)
أنا على قيد الحياة (بالفارسية: من زنده ام) هو كتاب من تأليف معصومة آباد حول ذكرياتها في الحرب العراقية الإيرانية (1980-1988). كانت معصومة، البالغة من العمر 17 عامًا، ممرضة في مستشفى ميداني وفي العيادات الطبية لجمعية الهلال الأحمر الإيراني خلال الحرب. صدرت الترجمة الإنجليزية للكتاب في معرض فرانكفورت الدولي للكتاب. وحصلت الكتاب على جائزة كتاب الدفاع المقدس للعام وقد أُعيد طبعه عدة مرات في إيران. جاءت فكرة كتابة الرواية إلى معصومة آباد في عام 2012.
يعتبر الكتاب واحدًا من أولى الأعمال المنشورة حول أدوار المرأة الإيرانية خلال هذه الفترة، والذي فتح الطريق لنشر أعمال مماثلة. قرأ السيد علي خامنئي، المرشد الأعلى لإيران، الكتاب وأعرب عن تقديره لجهود الكاتبة في الحديث عن الحرب الإيرانية العراقية.

## المؤلفة
وُلدت معصومة آباد في 5 سبتمبر 1962 جنوب إيران في عائلة دينية كانت نشطة أثناء وبعد الثورة الإيرانية. وهي من مواليد، وعندما كان عمرها 17 عامًا بدأت الحرب الإيرانية العراقية. عملت معصومة ككاتبة إيرانية وأستاذة جامعية وسياسية.

## سرد الكتاب
كتاب أنا على قيد الحياة هي ذكريات معصومة آباد عن الحرب العراقية الإيرانية حيث دخلت السجن لمدة 4 سنوات وروت مذكراتها في السجن. يتكون الكتاب من سبعة فصول. يدور الفصلان الأول والثاني حول فترة طفولة ومراهقة آباد في عبادان. ويتحدث الفصل الثالث عن الثورة الإسلامية الإيرانية. بينما يتناول الفصول الرابع والخامس والسادس عن الحرب ومذكرات الأسر في سجن الرشيد في بغداد، والموصل، والأنبار.

## نشر الكتاب
نُشر الكتاب لأول مرة باللغة الفارسية بواسطة دار بروج للنشر في عام 2012. كما تُرجمت إلى الإنجليزية والعربية والأردية والألمانية والفرنسية.

## ترجمة الكتاب
تُرجم الكتاب إلى اللغة الإنجليزية من قبل بول سبراخمان، أستاذ بجامعة روتجرز. كما تُرجم الكتاب أيضًا باللغة الأردية على يد زهير عباس جعفري ونشره مطهري فكري وسقافي بمركز كشمير للنشر والترجمة. كانت ترجمة هذا الكتاب باللغة الأردية مجهودًا يستحق الثناء مما أتاح قرائته لعدد كبير من القراء في جميع أنحاء جنوب آسيا.

## الجوائز
حصل كتاب أنا على قيد الحياة على جائزة كتاب الدفاع المقدس السادسة عشر في إيران.